# Ordizia
Ordizia (hiszp. Ordicia, daw. kast. Villafranca de Oria, Villafranca de Ordicia lub Villafranca) – miasto położone w północnej Hiszpanii, w baskijskiej prowincji Gipuzkoa.
W miejscowości jest przystanek kolejowy Ordizia.

## Demografia
| 1900 | 1910 | 1920 | 1930 | 1940 | 1950 | 1960 | 1970 | 1981 | 1991 | 2001 | 2009 |
| ---- | ---- | ---- | ---- | ---- | ---- | ---- | ---- | ---- | ---- | ---- | ---- |
| 1452 | 2122 | 3141 | 4416 | 4456 | 4853 | 6790 | 9465 | 9724 | 9325 | 8938 | 9732 |

## Osoby związane z miastem
- Andrés de Urdaneta (1508-1568): baskijski żeglarz i odkrywca. Odkrył szlak żeglugowy łączący Filipiny z Meksykiem.

## Miasta partnerskie
- Trujillo (Hiszpania)
- Acapulco (Meksyk)